# Ranunculus rhomboideus
Ranunculus rhomboideus Goldie – gatunek rośliny z rodziny jaskrowatych (Ranunculaceae Juss.). Występuje naturalnie w środkowej części Kanady oraz w środkowo-północnych Stanach Zjednoczonych. 

## Morfologia
PokrójBylina o lekko owłosionych pędach. Dorasta do 5–25 cm wysokości.
LiścieSą trójsieczne. W zarysie mają kształt od sercowato zaokrąglonego do sercowato pięciokątnego. Mierzą 0,5–1,5 cm długości oraz 1–2,5 cm szerokości. Nasada liścia ma prawie sercowaty kształt. Ogonek liściowy jest nagi i ma 1,5–9 cm długości.
KwiatySą zebrane po 3–12 w kwiatostanach. Pojawiają się na szczytach pędów. Mają 5 eliptycznych działek kielicha, które dorastają do 4–6 mm długości. Mają 5 odwrotnie owalnych i żółtych płatków o długości 6–8 mm.
OwoceNagie niełupki o długości 2 mm. Tworzą owoc zbiorowy – wieloniełupkę o kulistym kształcie i dorastającą do 4–6 mm długości.

## Biologia i ekologia
Rośnie na łąkach i otwartych przestrzeniach w lasach. Występuje na wysokości do 900 m n.p.m. Kwitnie od kwietnia do czerwca. 